# Pitkäkallio (kulle)
Pitkäkallio är en kulle i Finland.   Den ligger i den ekonomiska regionen  Helsingfors  och landskapet Nyland, i den södra delen av landet, 28 km norr om huvudstaden Helsingfors. Toppen på Pitkäkallio är 55 meter över havet. Pitkäkallio ligger vid sjön Valkjärvi.
Terrängen runt Pitkäkallio är platt. Runt Pitkäkallio är det tätbefolkat, med 442 invånare per kvadratkilometer. Närmaste större samhälle är Nurmijärvi, 8,7 km nordost om Pitkäkallio. I omgivningarna runt Pitkäkallio växer i huvudsak barrskog.